# Llista d'ocells de Tonga
Aquesta llista d'ocells de Tonga inclou totes les espècies d'ocells trobats a Tonga: 73, de les quals cinc han estat introduïda pels humans, dues són endemismes i 7 es troben globalment amenaçades d'extinció.
Els ocells s'ordenen per ordre i família.

## Procellariiformes

### Diomedeidae
- Diomedea exulans

### Procellariidae
- Macronectes giganteus
- Daption capense
- Pterodroma rostrata
- Pterodroma alba
- Pterodroma inexpectata
- Pterodroma neglecta
- Pterodroma arminjoniana
- Pterodroma cervicalis
- Pterodroma nigripennis
- Puffinus pacificus
- Puffinus bulleri
- Puffinus griseus
- Puffinus tenuirostris
- Puffinus lherminieri

### Hydrobatidae
- Nesofregetta fuliginosa

## Pelecaniformes

### Phaethontidae
- Phaethon rubricauda
- Phaethon lepturus

### Sulidae
- Sula dactylatra
- Sula sula
- Sula leucogaster

### Fregatidae
- Fregata minor
- Fregata ariel

## Ciconiiformes

### Ardeidae
- Egretta novaehollandiae
- Egretta sacra
- Butorides striata

## Anseriformes

### Anatidae
- Anas superciliosa
- Anas acuta

## Falconiformes

### Accipitridae
- Circus approximans

## Galliformes

### Megapodiidae
- Megapodius pritchardii

### Phasianidae
- Gallus gallus

## Gruiformes

### Rallidae
- Gallirallus philippensis
- Porzana tabuensis
- Porphyrio porphyrio

## Charadriiformes

### Charadriidae
- Pluvialis fulva

### Scolopacidae
- Limosa lapponica
- Numenius tahitiensis
- Tringa incana
- Arenaria interpres
- Calidris alba

### Sternidae
- Anous stolidus
- Anous minutus
- Procelsterna cerulea
- Procelsterna albivitta
- Gygis alba
- Onychoprion fuscatus
- Onychoprion lunatus
- Onychoprion anaethetus
- Sterna sumatrana
- Thalasseus bergii

### Stercorariidae
- Stercorarius maccormicki
- Stercorarius pomarinus
- Stercorarius parasiticus

## Columbiformes

### Columbidae
- Columba livia
- Gallicolumba stairi
- Ptilinopus perousii
- Ptilinopus porphyraceus
- Ducula pacifica

## Psittaciformes

### Psittacidae
- Vini australis
- Prosopeia tabuensis

## Cuculiformes

### Cuculidae
- Eudynamys taitensis

## Strigiformes

### Tytonidae
- Tyto alba

## Apodiformes

### Apodidae
- Aerodramus spodiopygius

## Coraciiformes

### Alcedinidae
- Todiramphus chloris

## Passeriformes

### Hirundinidae
- Hirundo tahitica

### Campephagidae
- Lalage maculosa

### Pycnonotidae
- Pycnonotus cafer

### Monarchidae
- Clytorhynchus vitiensis

### Pachycephalidae
- Pachycephala jacquinoti

### Meliphagidae
- Foulehaio carunculatus

### Sturnidae
- Aplonis tabuensis
- Acridotheres fuscus
- Sturnus vulgaris[1]